# اوشین اینبرتسن
اوشین اینبرتسن (انگلیسی: Eugen Ingebretsen; ۳۰ دسامبر ۱۸۸۴ – ۱۱ ژانویهٔ ۱۹۳۹) ژیمناست هنری اهل نروژ بود.